# Большая Ивановка (Саратовская область)
 Большая Ивановка — село в Татищевском районе Саратовской области в составе сельского поселения Ягодно-Полянское муниципальное образование.

## География
Находится на расстоянии примерно 14 километров по прямой на север от районного центра поселка Татищево.

## История
Село основано в 1767 году. В прошлом село называлось Зелёная Ивановка или Лесная Ивановка. Село принадлежало нескольким помещикам. В селе остались остатки усадьбы Н.М. Казариновой в виде дубовой рощи и липовой аллеи (теперь это Большеивановский приусадебный парк). Позднее хозяином имения стал С. П. Корбутовский. Сохранился дом в усадьбе Корбутовского и мельница, построенная из красного кирпича в 1905 году.

## Население
Постоянное население составляло 676 человек в 2002 году (русские — 83%), 706 в 2010.

## Инфраструктура
Производственную базу в селе составляет ООО «Ягоднополянское». В хозяйстве развиваются две отрасли: растениеводство и животноводство.
Бюджетные учреждения: школа на 190 мест, рядом расположено здание детского сада , сельский дом культуры, фельдшерско-акушерский пункт, почта, магазины.

## Фотогалерея

Виды села
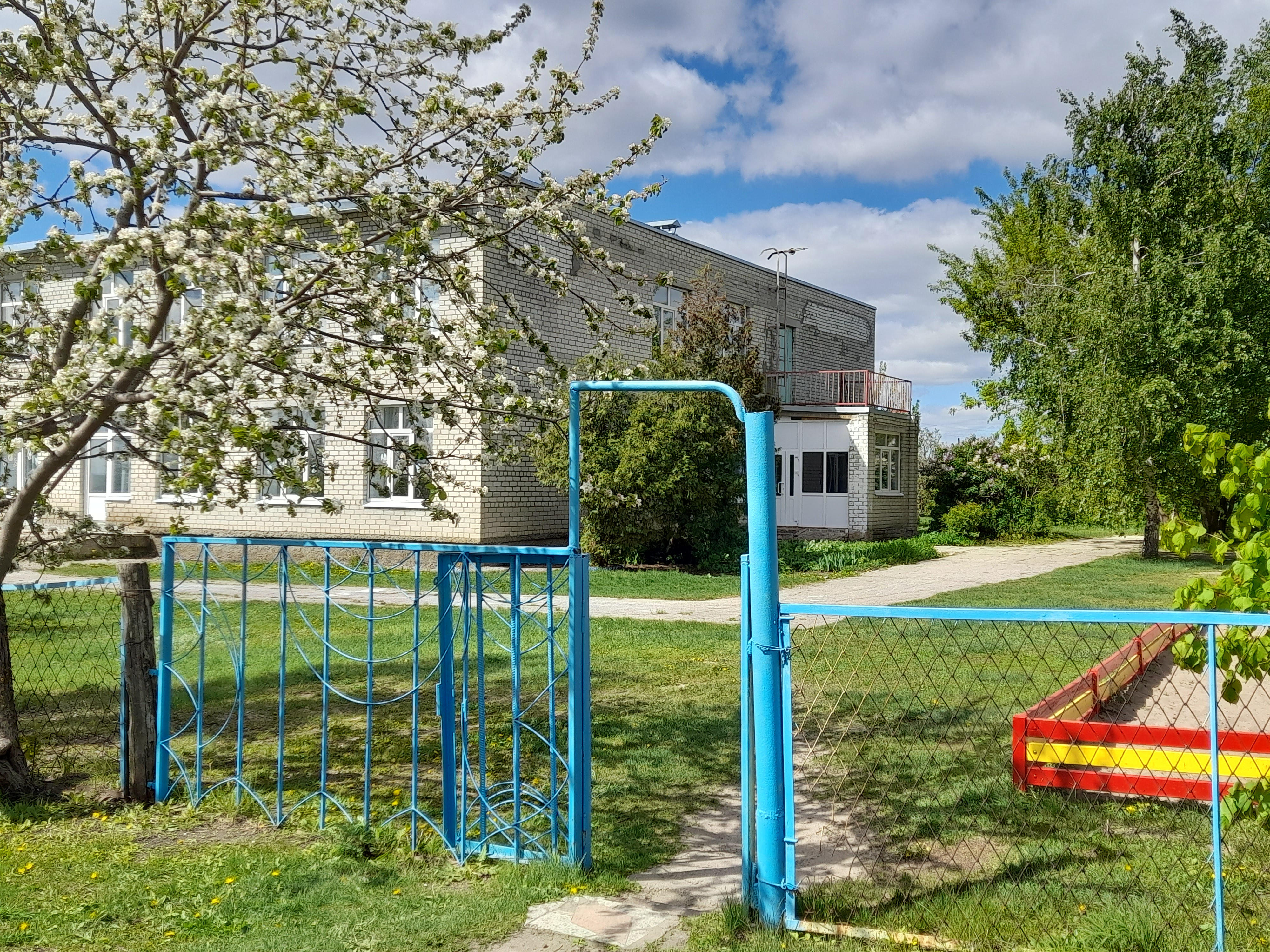
Детский сад
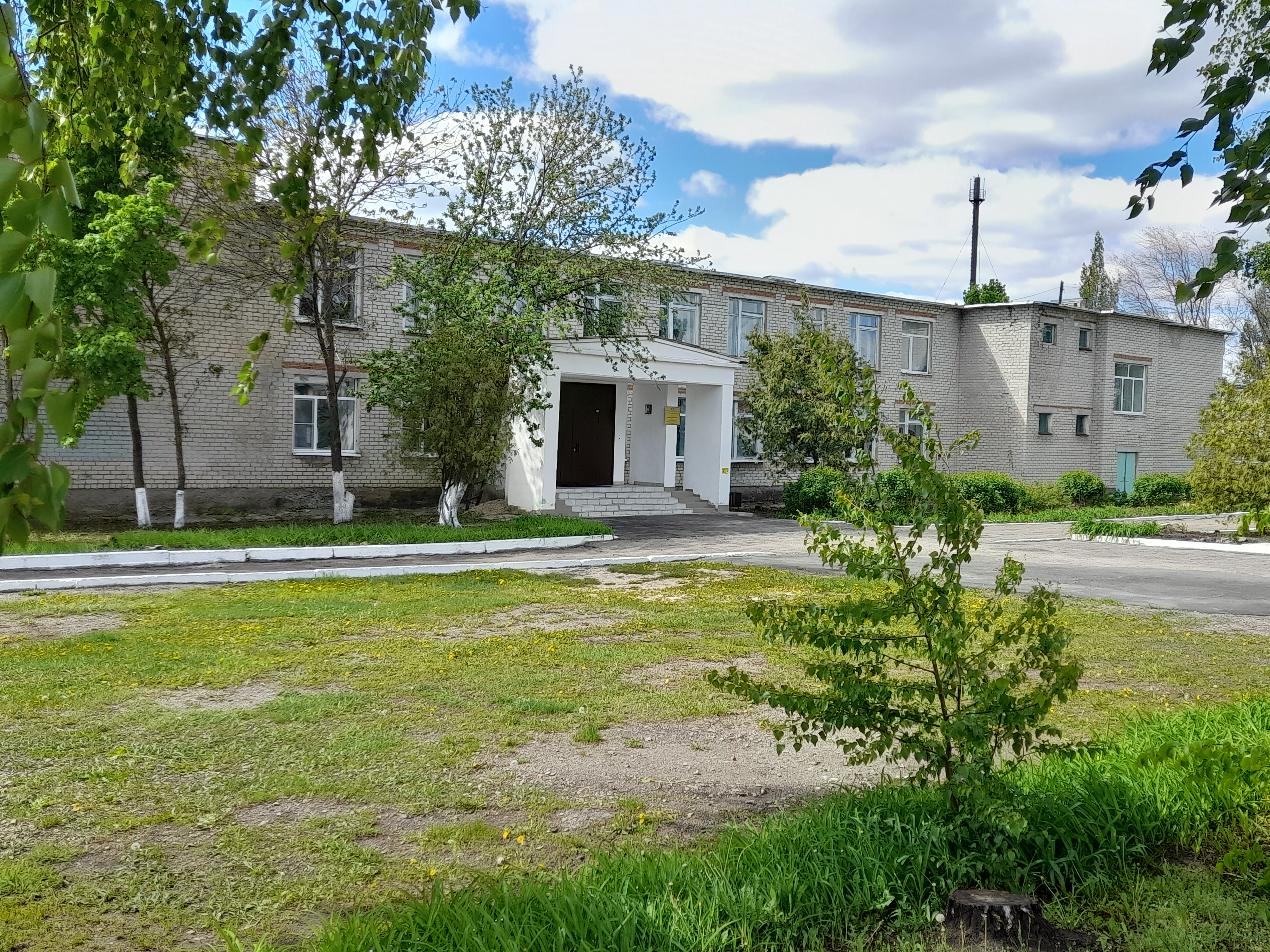
Школа
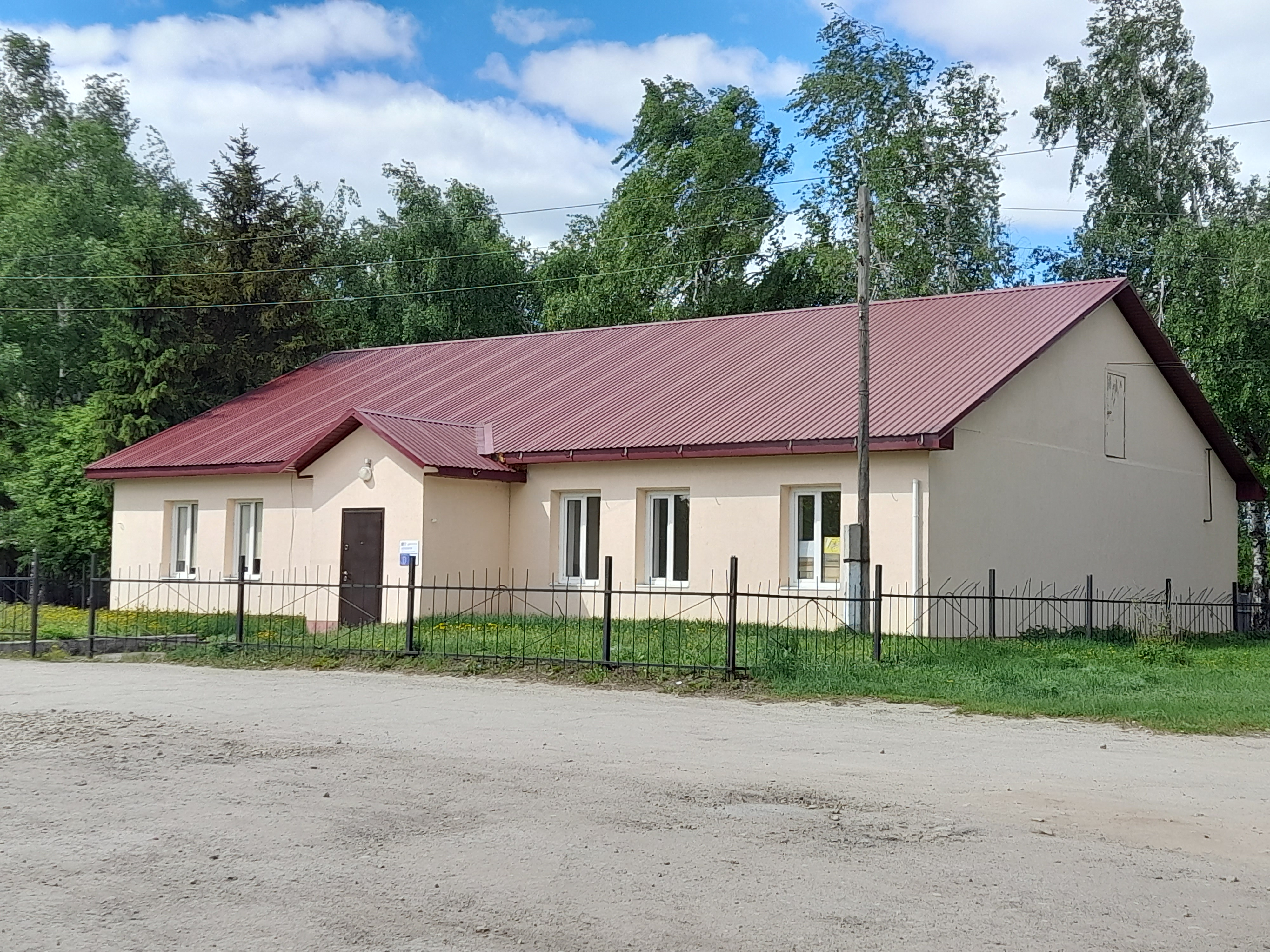
Почта
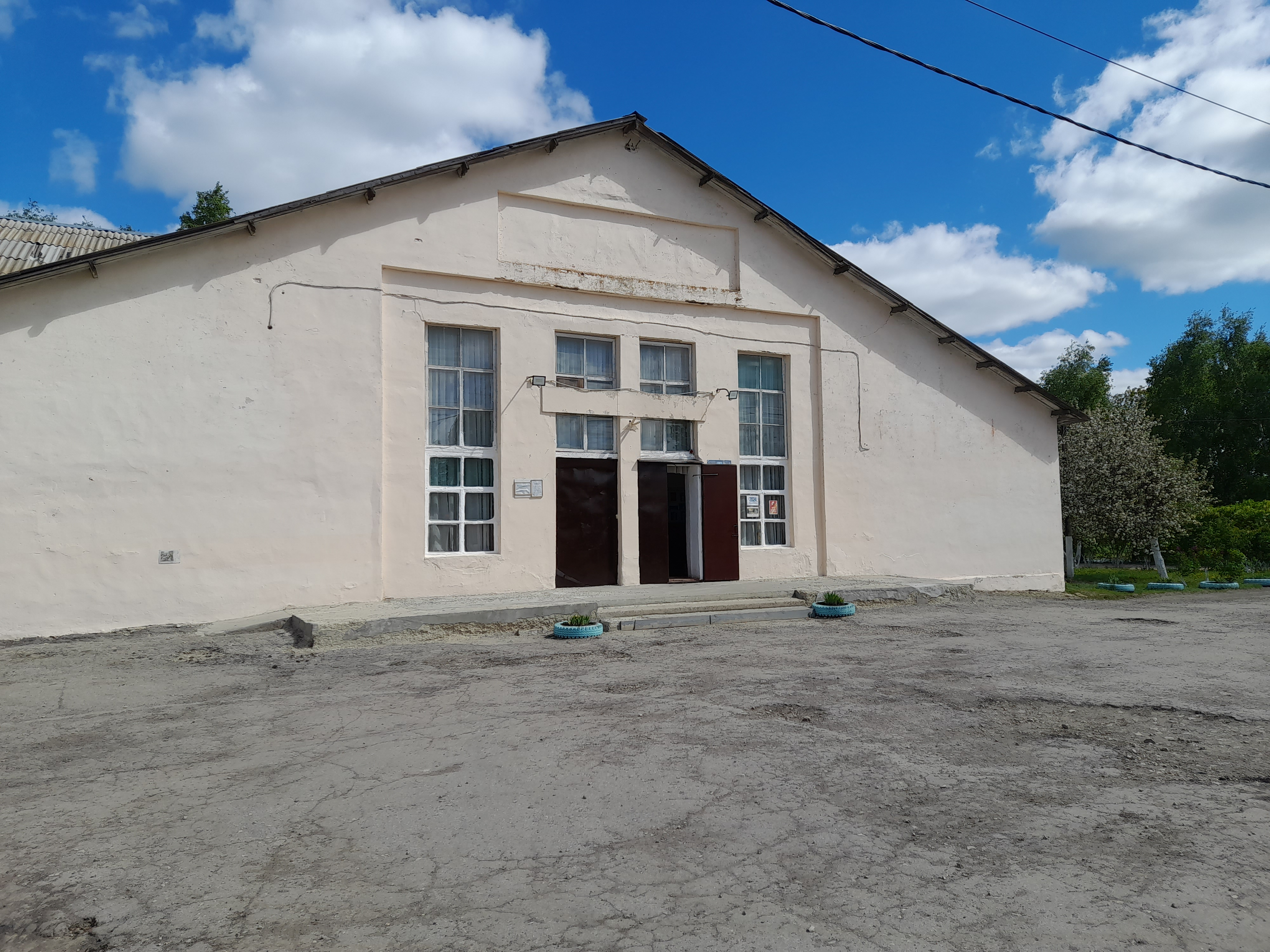
Сельский дом культуры
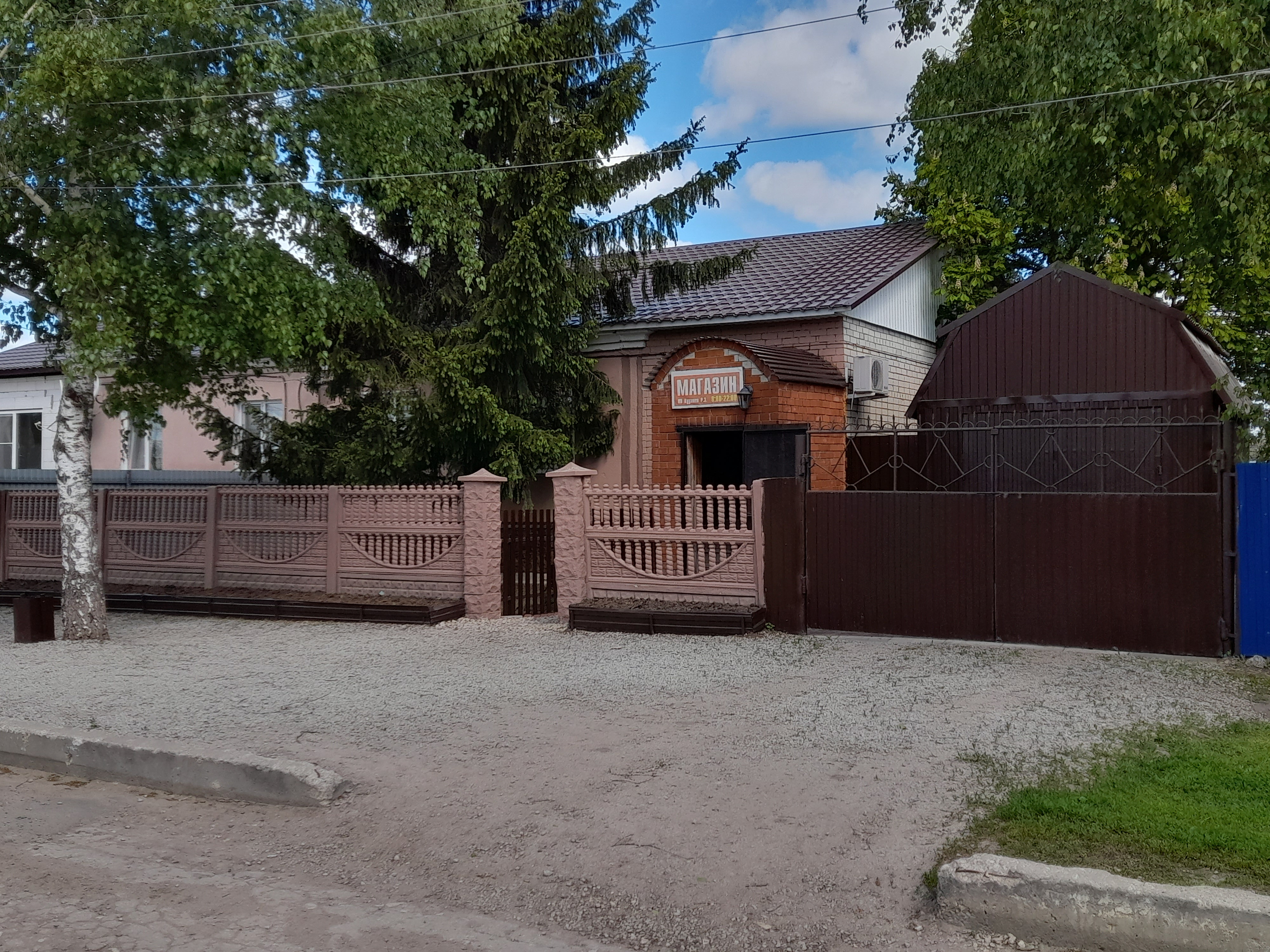
Магазин

Места села
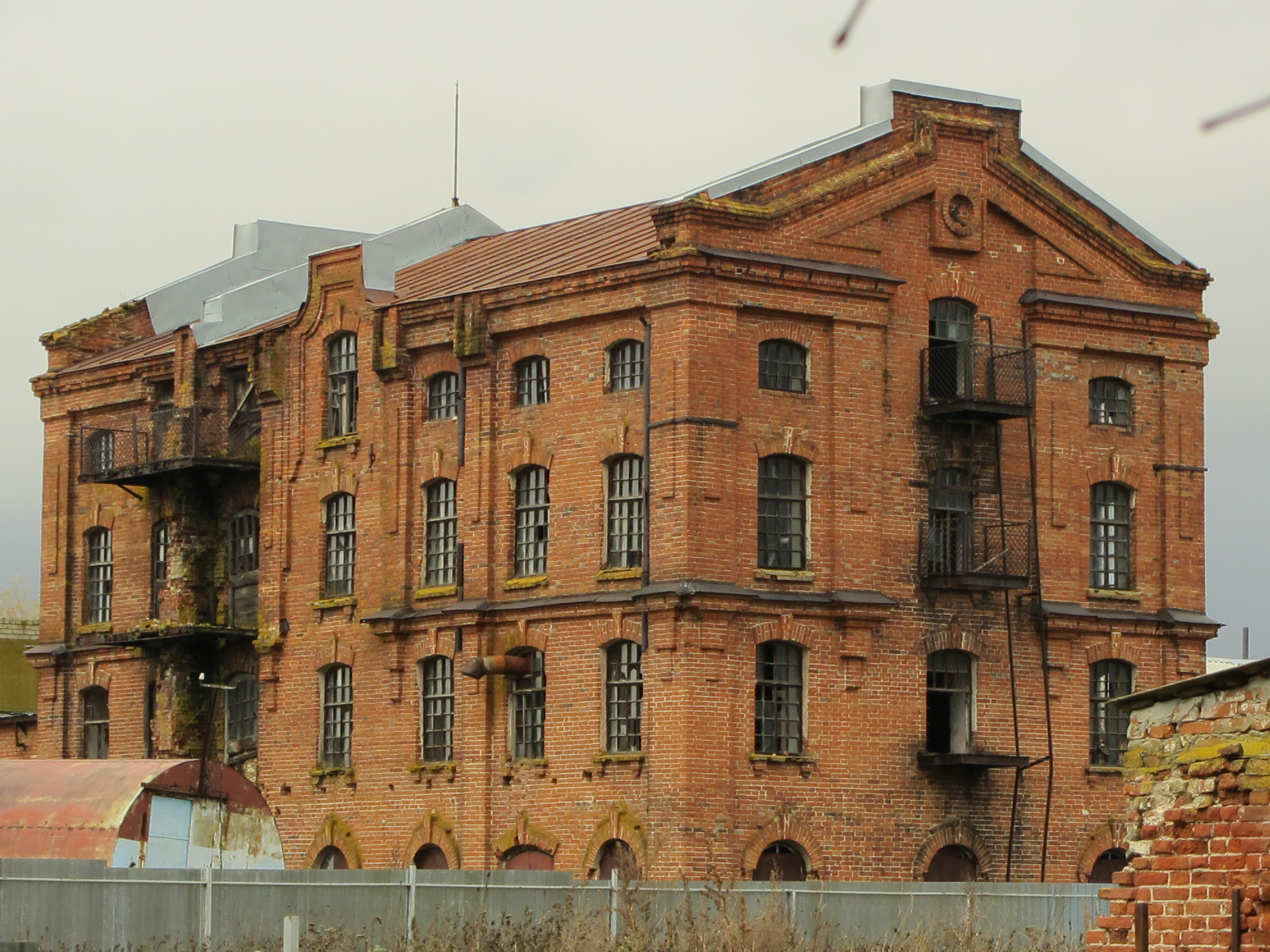
Мельница Корбутовского
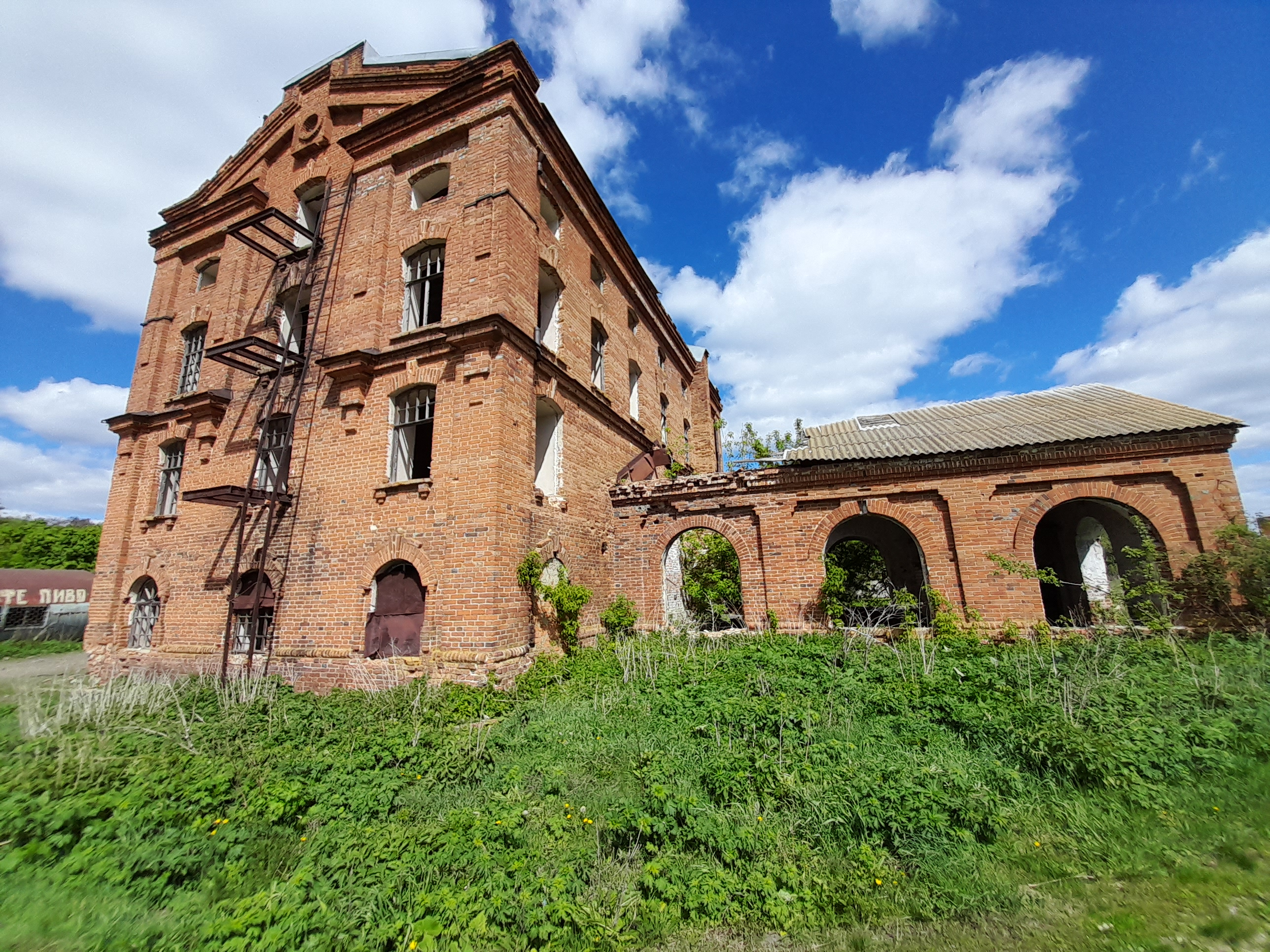
Мельница в 2024
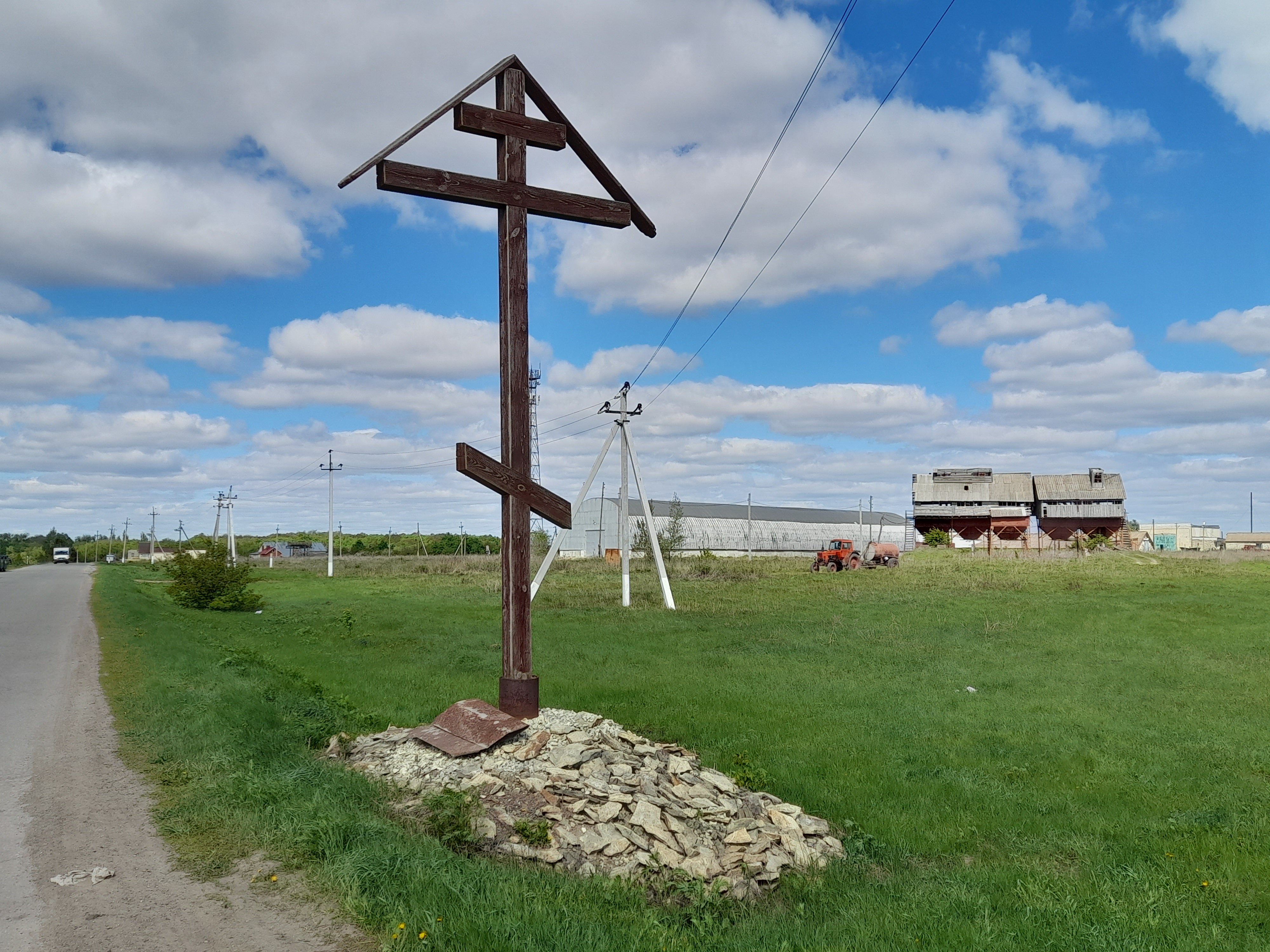
Поклонный крест
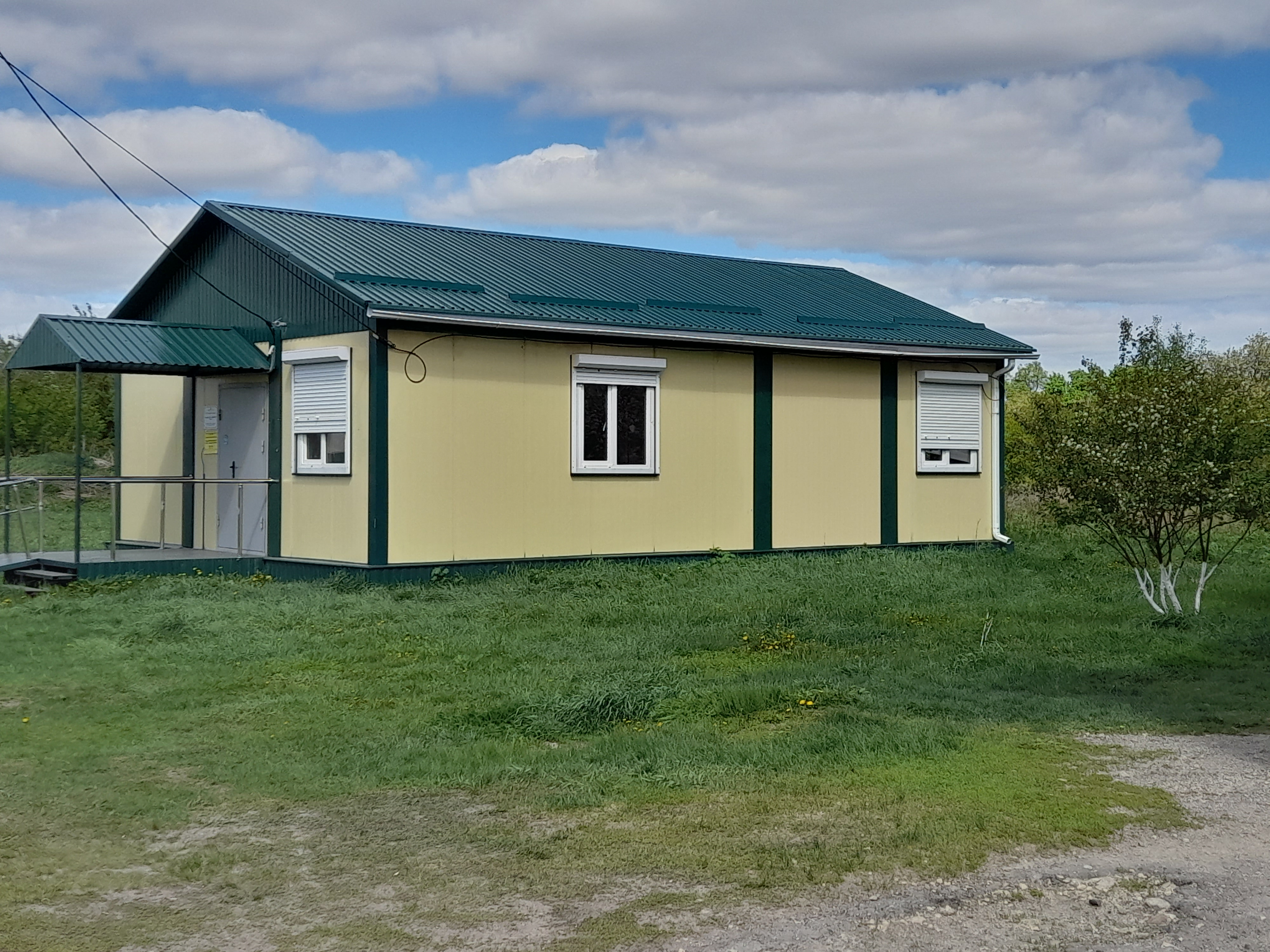
Медпункт
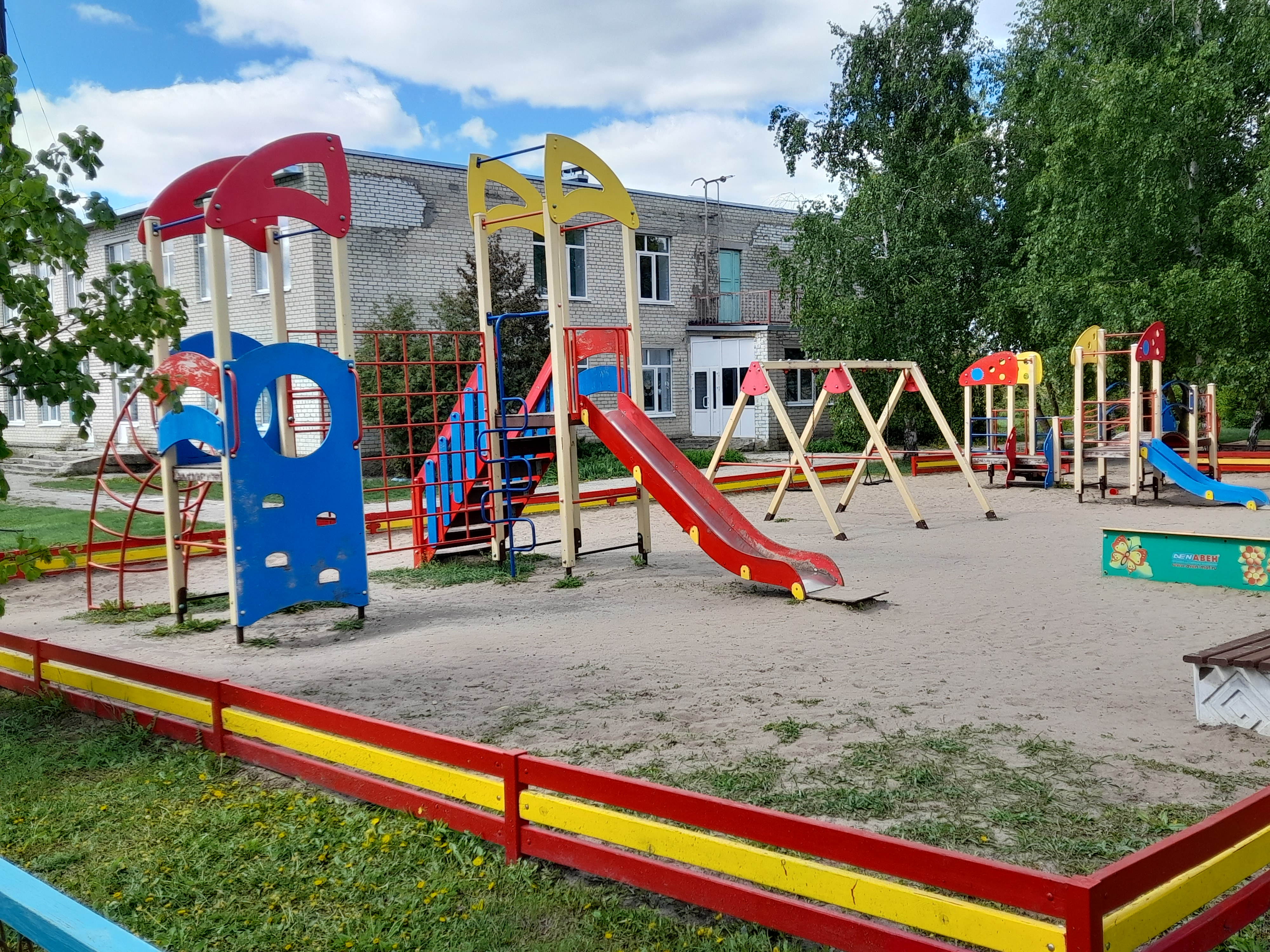
Детская площадка

Память села
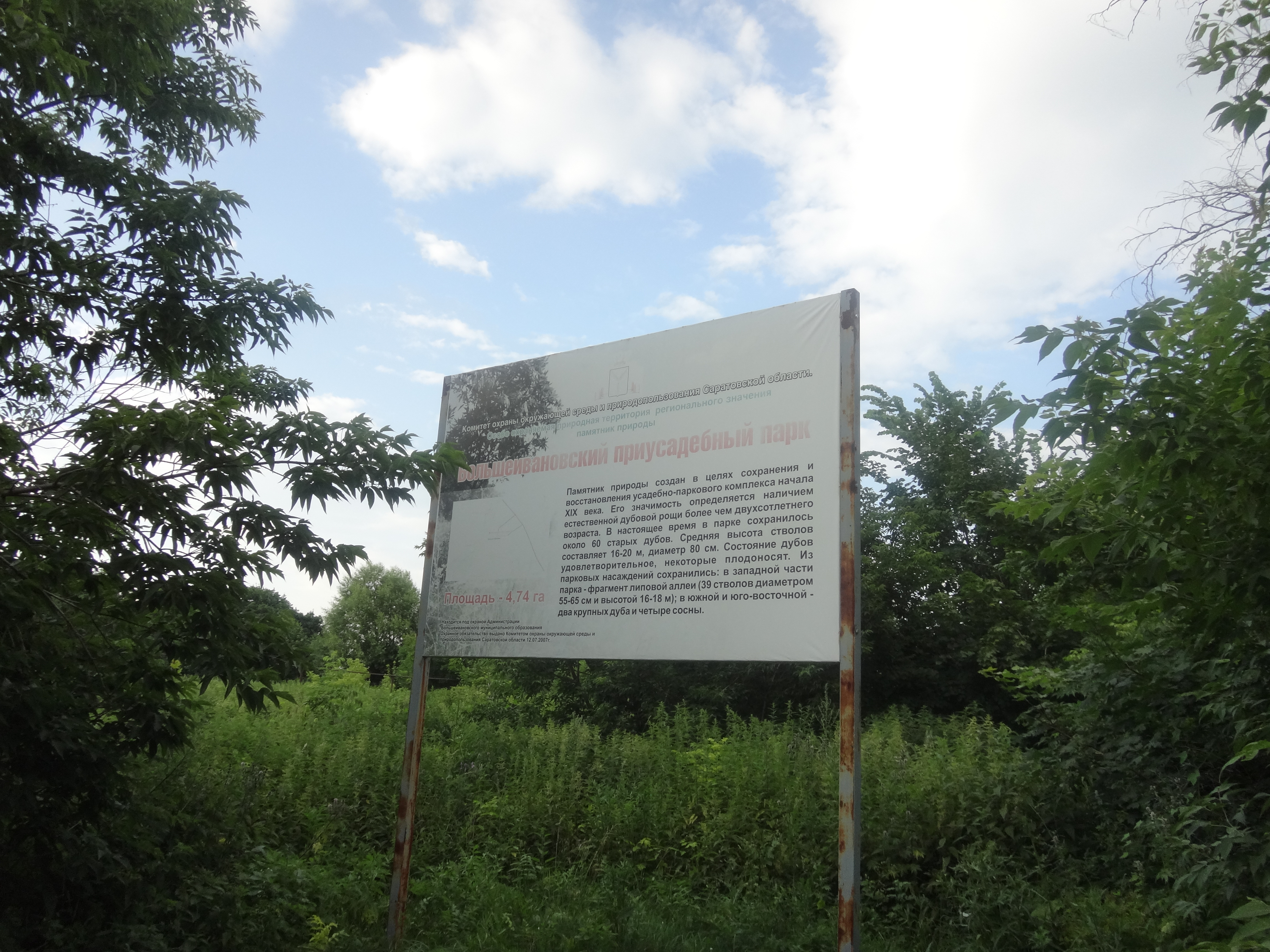
Большеивановский парк, табличка
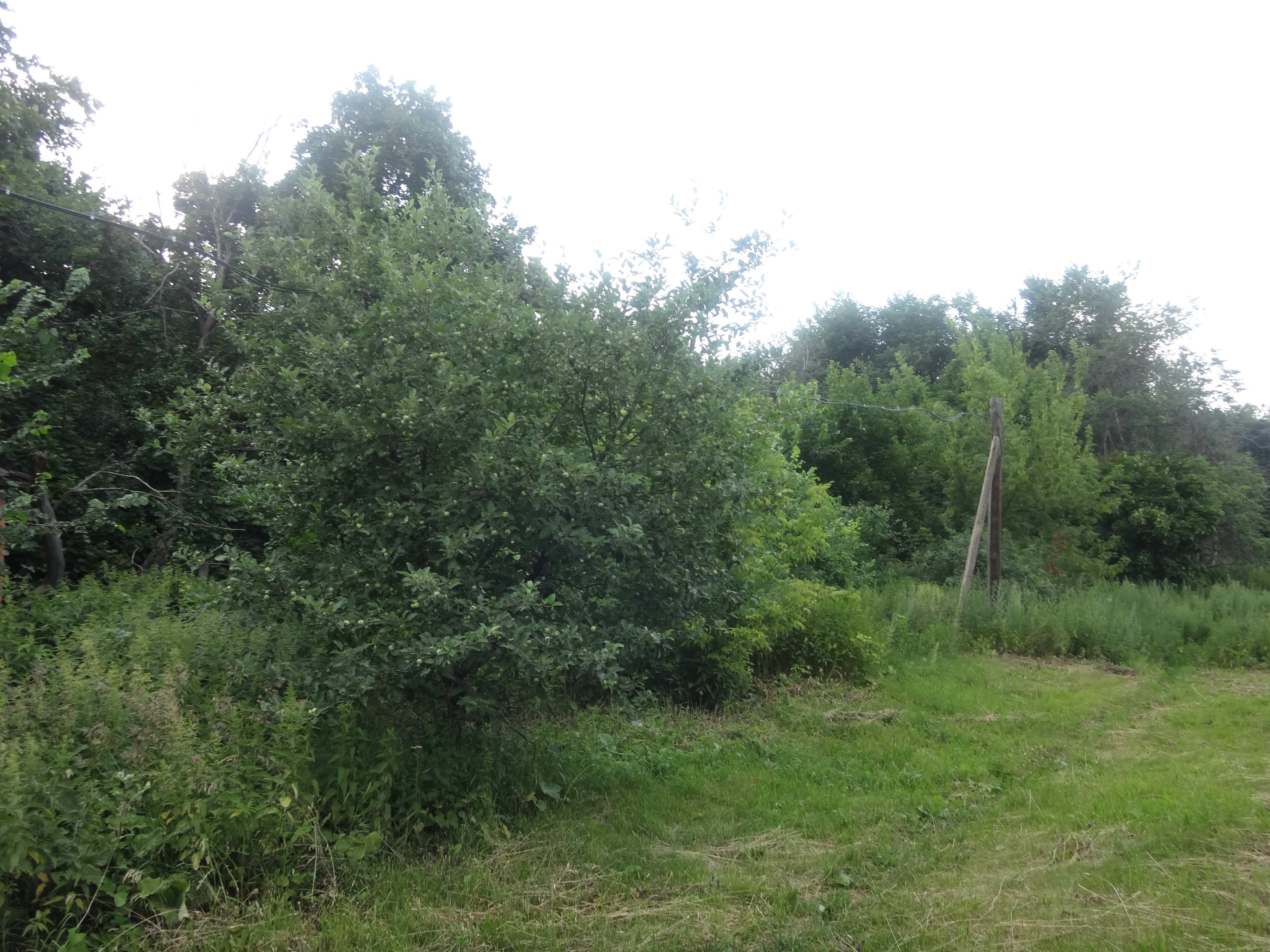
Большеивановский парк
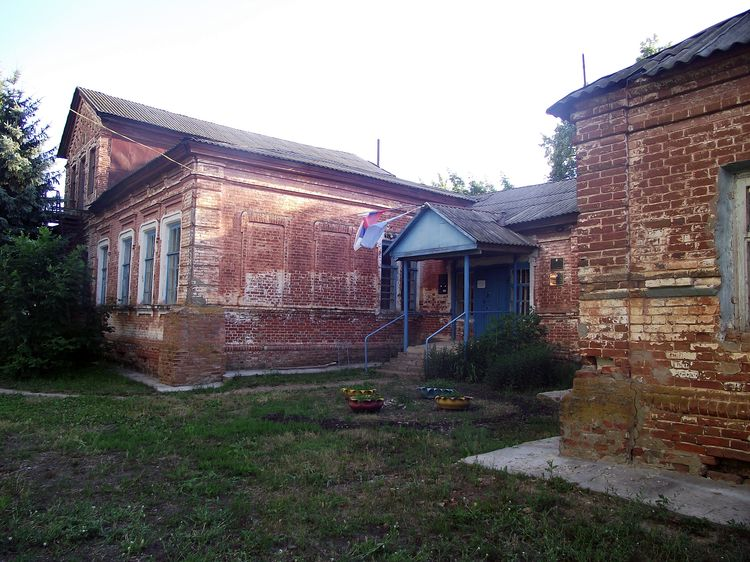
Усадьба Коробутовского с пристройкой
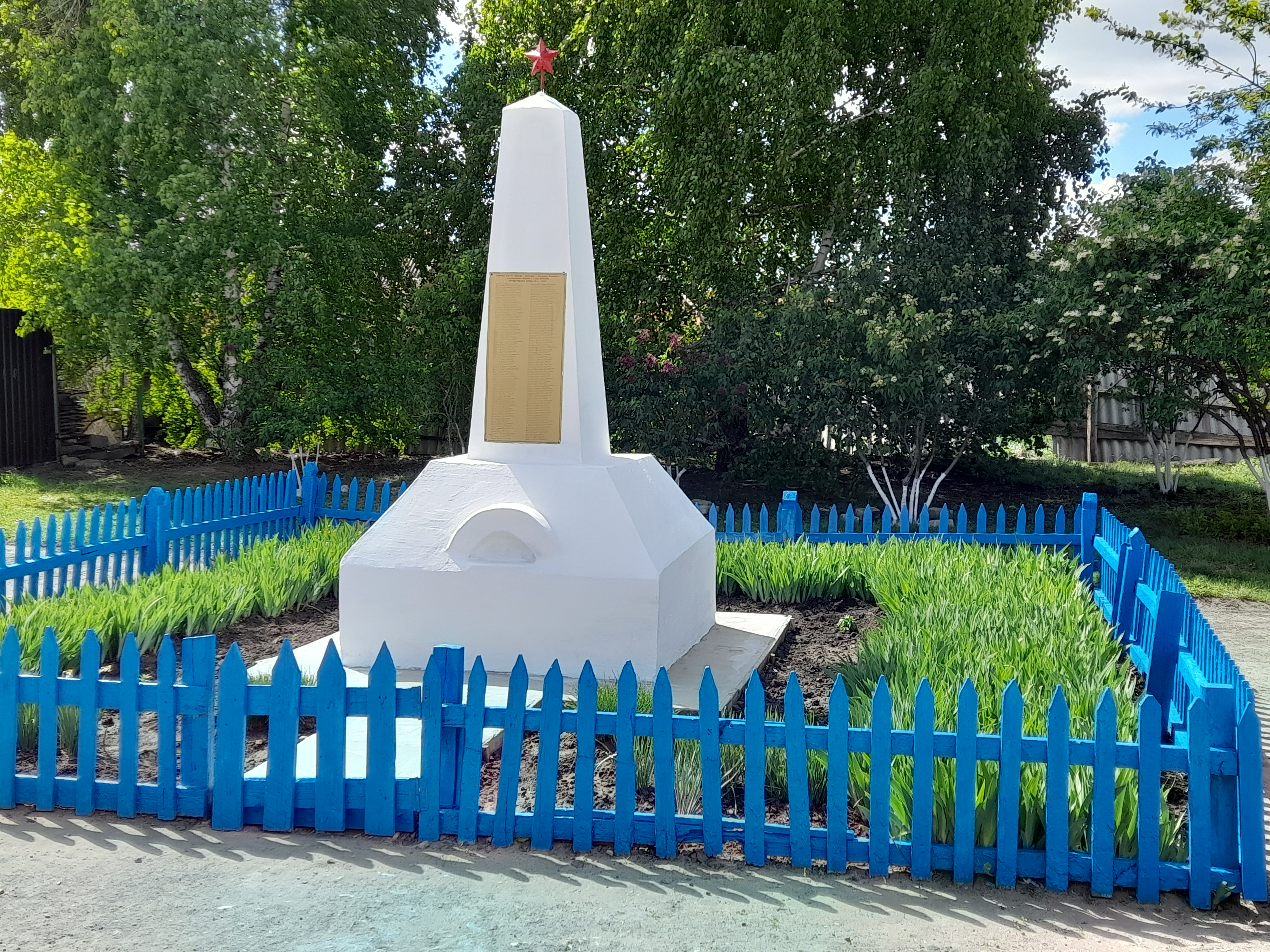
Памятник ветеранам
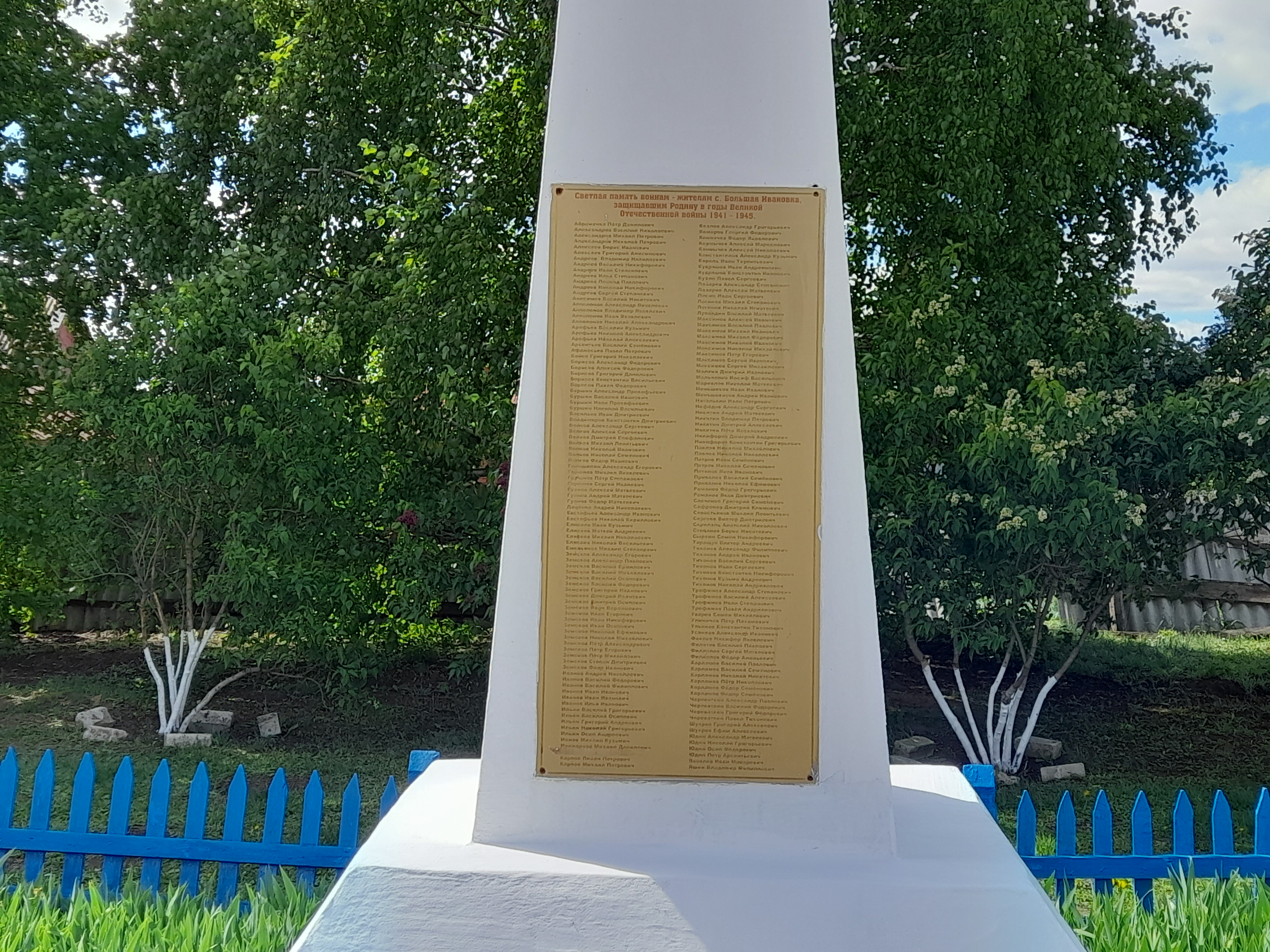
Списки ветеранов-земляков